# بيدرو نظر
بيدرو نظر (بالإسبانية: Pedro Nazar)‏ هو مبارز بالسيف أرجنتيني، (و. 1892  م).

## وصلات خارجية
- بيدرو نظر على موقع أوليمبيديا (الإنجليزية)